# Bucșă (Mașini)
Bucșă (în engleză Mater) este un personaj care apare în filmele de animație Mașini, Mașini 2 și Mașini 3, precum și în Desene animate cu Mașini: Povestirile lui Bucșă. Vocea personajului este interpretată de Larry the Cable Guy.